# Fort Berchem
Fort Berchem of Redoute van Berchem (of: Berchen) is een onderdeel van de Staats-Spaanse Linies dat gelegen is in Terhofstede bij Retranchement.

## Geschiedenis

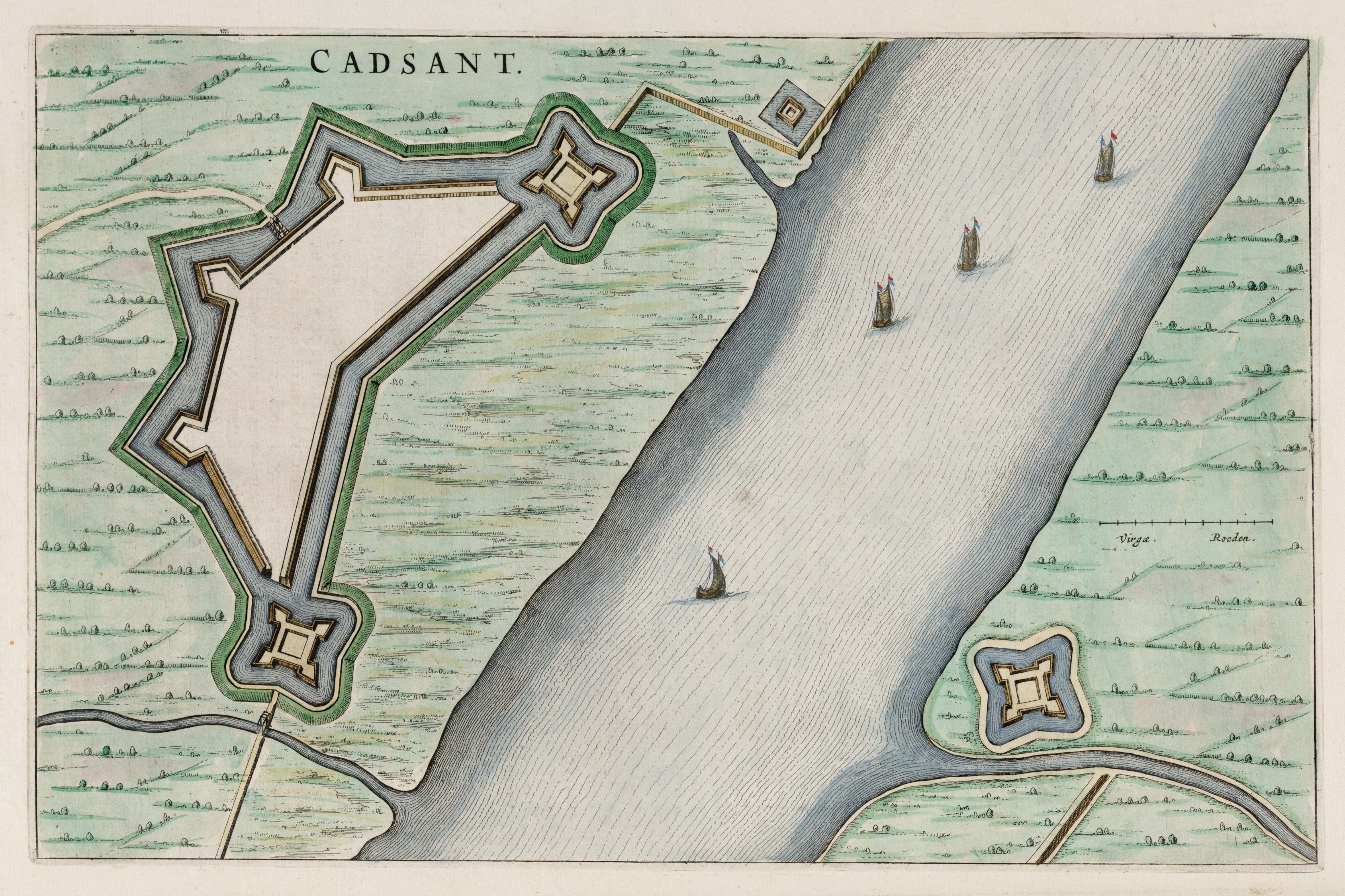
Situatie in de 17e eeuw, Het zuiden is hier boven. Fort Berchem is zuidelijk gelegen van Retranchement.

Het fort is het overblijfsel van een redoute die als Fort Terhofstede in 1584 door de Spanjaarden is gebouwd op een schor aan het Zwin. De stormvloed van 25 september 1597 heeft dit fort voor een groot deel vernield. Uiteindelijk verlieten de Spanjaarden het fort omstreeks 1603 en verhuisden naar het Sint-Jansfort bij Cadzand. Slechts enkelen bleven achter.
Op 25 april 1604 landden de Staatse troepen onder leiding van Prins Maurits in Cadzand en troepen onder aanvoering van Ernst Casimir van Nassau-Dietz namen ook Fort Terhofstede in. Het bestond toen uit twee redoutes die door een gang met elkaar in verbinding stonden. De Staatsen bouwden in 1604 echter Fort Nassau en Fort Terhofstede werd verlaten.
In 1634 echter werd ten oosten van dit fort een nieuwe versterking aangelegd die Fort Berchem heette, genoemd naar Jan Godfroot en Christoffel van Berchem, die beiden in 1632 de helft van de Bewesten Terhofstedepolder hadden gekocht.
Het fort moest ook de sluis in het Canael van de Sluys beschermen, wat een geul was van het Zwin die bij de inpolderingen in de 15e eeuw was overgebleven en die tegenwoordig nog als een uitwateringskanaaltje bestaat.

## Natuurgebied
De plaats van de voormalige redoute is nog zichtbaar door oneffenheden in het landschap. In de omgeving van dit voormalige fort wordt een natuurgebied van 4 ha ingericht. De plannen hiervoor zijn in 2005 geformuleerd. In de omgeving komen de Boomkikker en de Kamsalamander voor, en in de knotwilgen langs de dijken in de omgeving broedt de Steenuil.
Omdat het nieuwe gebied ook de cultuurhistorische waarden wil benadrukken wordt de redoute weer gereconstrueerd, maar dit gebeurt in overeenstemming met de oorspronkelijke situatie. Een en ander gaat gepaard met archeologisch onderzoek.

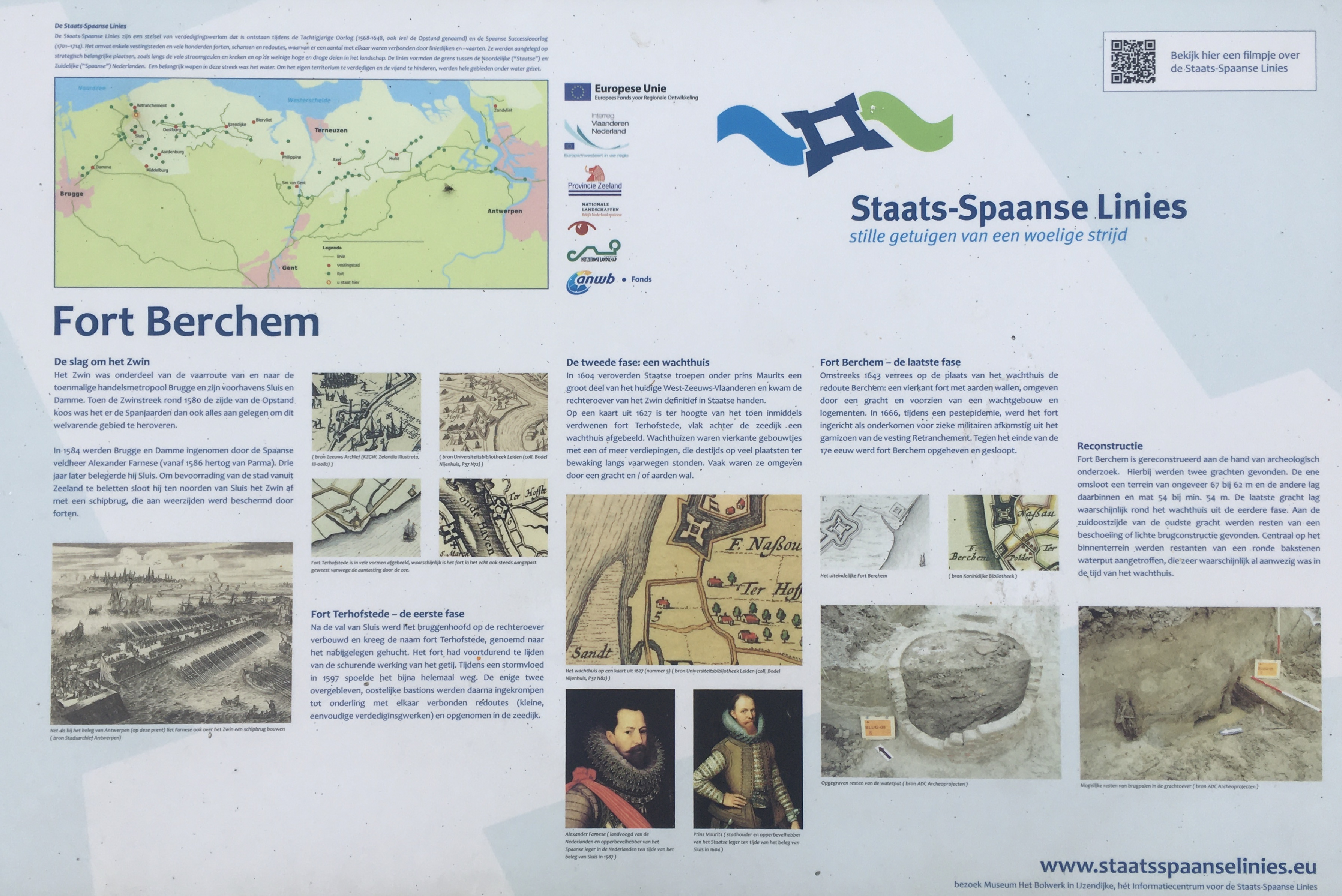
Infopanel Fort Berchem, Retranchement